# Tumor de pele
Tumores de pele, neoplasias cutâneas ou neoplasias dermatológicas são crescimentos anormais das células da pele que podem ser benignos (inofensivos), pré-malignos (podem se tornar malignos) ou malignos (câncer de pele). Os tumores cutâneos tornam-se extremamente comuns à medida que as pessoas envelhecem, frequentemente relacionados com exposição prolongada ao sol, ao tabagismo, infecções (HPV, estreptococose, HIV...) , exposição a cancerígenos e predisposição genética.

## Tumores benignos
As lesões benignas podem ser classificadas em:
- Acrocórdio: Máculas ou pápulas, marrons ou rosados, arredondadas, de 1mm a 1cm que aparecem com a idade, mais comuns em obesos e em mulheres. Mais comuns no pescoço, axilas e cintura. Não causam sintomas, são meramente um problema cosmético.

- Ceratose actínica: Também conhecida como ceratose solar ou queratose senil. São pápulas ou placas avermelhadas, ásperas, descamadas que aparecem com a idade nas áreas expostas ao sol. A queilite actínica é um tipo de ceratose actínica que aparece nos lábios. Pode sofrer transformação maligna em um carcinoma de células escamosas da pele, mas geralmente é benigno.

- Ceratose seborreica ou queratose seborréica: Geralmente são máculas, marrom ou pretas, com uma borda bem circunscrita, superfície áspera e tamanho de 2 a 10 mm de diâmetro. Podem crescer formando placas de vários centímetros. Um subtipo é caracterizado por múltiplas escamas secas brancas (Stucco). O tronco é o local mais comum, mas as lesões também podem ser encontradas nos dedos e cabeça. Geralmente é um problema estético e não causam sintomas, mas podem ser confundidos com melanomas.

- Cisto epidermoide ou quisto sebáceo: Cistos redondos e móveis, começam com poucos milímetros e podem crescer vários centímetros. Geralmente aparecem nas costas, no rosto e no tórax. Antigamente conhecido como "cisto sebáceo", era um termo equivocado porque as glândulas sebáceas não são componentes desses cistos. O cisto é preenchido com queratina e revestido por um epitélio escamoso estratificado. A ruptura da parede do cisto na derme inicia uma resposta inflamatória. O pus pode drenar para a superfície ou ser lentamente reabsorvido.

- Ceratoacantoma ou queratoacantoma: Começam como lesões papulares, crescendo durante duas a quatro semanas até um tamanho de 2 cm ou mais com um núcleo afundado (umbilicado) e escuro (queratinoso). Ocorrem principalmente na pele exposta ao sol e em pessoas idosas. A maioria das lesões aparecem no rosto ou membros, e são mais comuns nas mulheres. Após quatro a seis meses, ocorre a expulsão do núcleo, deixando uma cicatriz esbranquiçada. Quase sempre benignos, mas podem ser confundidos com um carcinoma de células escamosas.

- Corno cutâneo: Causado por um crescimento e queratinização anormal da pele forma um corno (chifre) cônico, bem circunscrito, branco-amarelado, recto ou curvo que começa com poucos milímetros e pode crescer até 13 centímetros. Pode aparecer em qualquer parte da pele e inclusive nos lábios. mais comum em idosos, homens e brancos. Podem sofrer transformação maligna.[3]

- Dermatofibroma: Podem ser pápulas firmes ou nódulos subcutâneos, com tamanho entre 3 e 10mm e ter diversas cores (marrom, roxo, vermelho, amarelo ou rosa). Podem ser causadas por reações fibrosas a um trauma menor, mordidas de insetos, infecções virais, ruptura de cistos ou foliculite. Geralmente aparecem na superfície anterior das pernas. Mais comuns em imunosuprimidos. Geralmente não causam sintomas, são apenas um problema cosmético.

- Hemangioma ou angioma cereja: São lesões muito comuns dos pequenos vasos sanguíneos, elevadas, de poucos milímetros, arredondadas e brilhantes. Tendem a aparecer mais frequentemente no tronco e nas extremidades. Metade das pessoas eventualmente desenvolve um ou mais hemangiomas, que podem desaparecer espontaneamente sem causar sintomas. Nunca se tornam malignos.

- Hiperplasia sebácea: São pápulas macias, amareladas, arredondadas, as vezes com um centro afundado (umbilicado). Mais comum na testa, bochechas e nariz, a maioria tem entre 2 e 5 mm de diâmetro. É um problema meramente estético, mas podem ser confundidos com carcinomas basocelulares. Se tornam mais comuns com a idade, por isso também são chamados "hiperplasia senil".

- Lentigo simples: são manchinhas menores que 1,5 cm, marrons ou negras, que aparecem nos primeiros anos de vida e se multiplicam com a idade, como sardas. São hereditários. Seu nome se refere a aparência de lentilha. Simples também pode ser escrito "simplex" em outros idiomas. Os lentigos benignos são muito mais comuns que os lentigos malignos.

- Lipoma: Os tumores subcutâneos mais comuns. Compostos de células de gorduras podem ser causados por mutações genéticas ou trauma físico. Os lipomas são geralmente nódulos de crescimento lento com consistência firme como borracha. Cerca de 80 por cento dos lipomas têm menos de 5 cm de diâmetro, mas podem atingir mais de 20 cm e pesar mais de 1kg. A maioria desses tumores são indolores, mas podem causar dor quando comprimem algum nervo. Os lipomas tendem a ocorrer no tronco, nos ombros, no pescoço posterior e nas axilas.

- Nevo ou lunar: Popularmente conhecidos como pinta ou sinal. Lesões congênitas, marrons ou negras, com bordas bem definidas, pouco elevadas. São mais comuns na cabeça, pescoço e tronco. Raramente crescem e se transformam em um melanoma.

- Verruga simples ou papilomas: são tumores elevados, ásperos, arredondados, escuros e que podem conter pelos causados pelo vírus do papiloma humano. O HPV é transmitido por contato direto, mas em 95% das vezes não causa nenhum sintoma. A grande maioria dos adultos já foi infectada sem gerar verrugas. Subtipos diferentes de HPV formam verrugas diferentes, por exemplo o subtipo 1 causa verrugas benignas na planta do pé, enquanto os subtipos 16, 18, 31 e 35 causam câncer de colo do útero, câncer de pênis e câncer anal. Os subtipos HPV-6 e HPV-11 são responsáveis por mais de 90% dos casos verrugas genitais, mas raramente causam câncer. A vacina previne as verrugas causadas pelos subtipos 6, 11, 16 e 18.[4]

## Tumores malignos
Os cânceres de pele podem ser divididos em:
- Carcinoma basocelular: Representam 60% dos cânceres de pele. É uma lesão elevada, arredondada, cor de pele ou rosada brilhante, indolor, de crescimento lento que invade o tecido, mas raramente produz metástases. A maioria dos carcinomas basocelulares das células basais surgem de outros tumores. Mais comum em lugares expostos ao sol como cara e membros.

- Carcinoma de células escamosas: Representam 20% dos cânceres de pele. É uma lesão Aparece em áreas exposta ao sol ou a substâncias cancerígenas como tabaco e arsênico ou a radiação ionizante. Pode causar vermelhidão, sangrar, descamação, fissuras e úlceras. Ele se espalha lateralmente das bordas e pode agitar irregularmente. Novas lesões geralmente aparecem perto das antigas

- Carcinoma espinocelular in situ (Doença de Bowen): É o precursor do câncer de células escamosas da pele, antes de invadir outros tecidos.

- Melanoma: Embora representem menos de 3% dos cânceres de pele, é responsável pela maioria das mortes por câncer de pele. Produz metástase a distância rapidamente, para qualquer órgão, insensíveis ao tratamento. Como os outros tipos de câncer de pele, o melanoma é mais comum na pele que sofre uma exposição excessiva à luz solar e é mais comum em fumantes. Existem quatro tipos de melanomas.

- Lentigo maligno: Lesão pré-maligna que pode se transformar em melanoma. Seu nome se refere a aparência de lentilha. É marrom, plano ou pouco elevado e cresce lentamente ao longo dos anos. Lentigo maligno é mais comum em áreas frequentemente expostas ao sol, como o rosto, pescoço, mãos e pernas. A simples vista parece com um lentigo benigno.[6]

- Sarcoma de Kaposi: Raro câncer agressivo causado pelo vírus do herpes humano 8 afeta apenas em imunodeprimidos.

- Carcinoma de células de Merkel: raro câncer de células do tato.

- Doença de Paget da mama: vermelhidão na aureola associada ao câncer de mama.

- Carcinoma sebáceo: raro câncer de glândulas sebáceas.

- Espiradenoma ecrino: raro câncer de glândulas sudoríparas.

- Carcinoma seringoide: raro câncer dos ductos glandulares.